# 圧力モーター

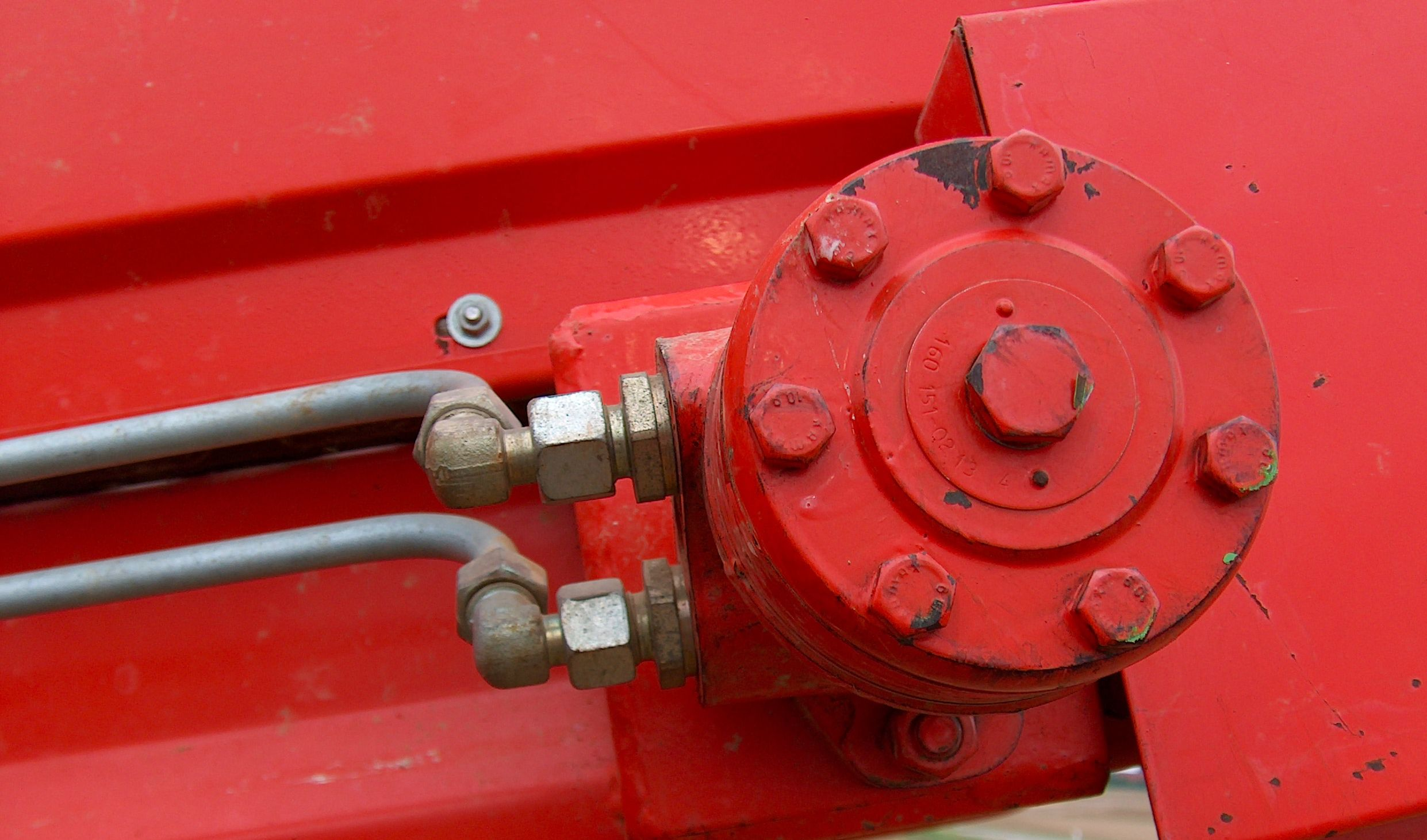
代表的な圧力モーターである油圧モーター

圧力モーター（あつりょくモーター、英語: hydraulic motor）は、流体の圧力を機械運動に変換する流体機械のうち、回転運動に変換する原動機やアクチュエータを指す。圧力モータとも。
流体の圧力を直線運動に変換するものは圧力シリンダーという。
圧力はポンプから作動流体を通して送られる。作動流体によって次のように呼びわけられる。
- 油圧 - 油圧モーター
- 水圧 - 水圧モーター：発電用水車など
- 空気圧 - 空気圧モーター（空圧モーターとも）：エアツールなど

## 基本原理

ラジアルピストンモーター

ポンプは、回転エネルギーを圧力エネルギーへ変換する。圧力モーターは、圧力エネルギーを回転エネルギーへ変換を行うため、基本構造はポンプと同様である。電動機と異なり高温な環境でも安定して運転することが可能。また、動力源が停止した場合でもアキュムレータなどに圧力保存していることで運転することができるため、防火戸、防水戸といった非常時に操作を必要とした機器に利用されている。
図は#ピストンモーターである。5つあるシリンダーに順番に作動流体を送り込むことにより、一様の回転を得ることができる。
油圧モーターは戻り油をポンプへ戻すための配管が必要だが、空気圧モーターは空気を大気中へ放出すればいいので戻りの配管は必要ない。

## 機構の種類
機構により次のような種類に分けられる。それぞれ可変容量式と固定容量式がある。

### 容積式

#### 歯車モーター

ギアモーター

- 外接式
- 内接式

#### ベーンモーター

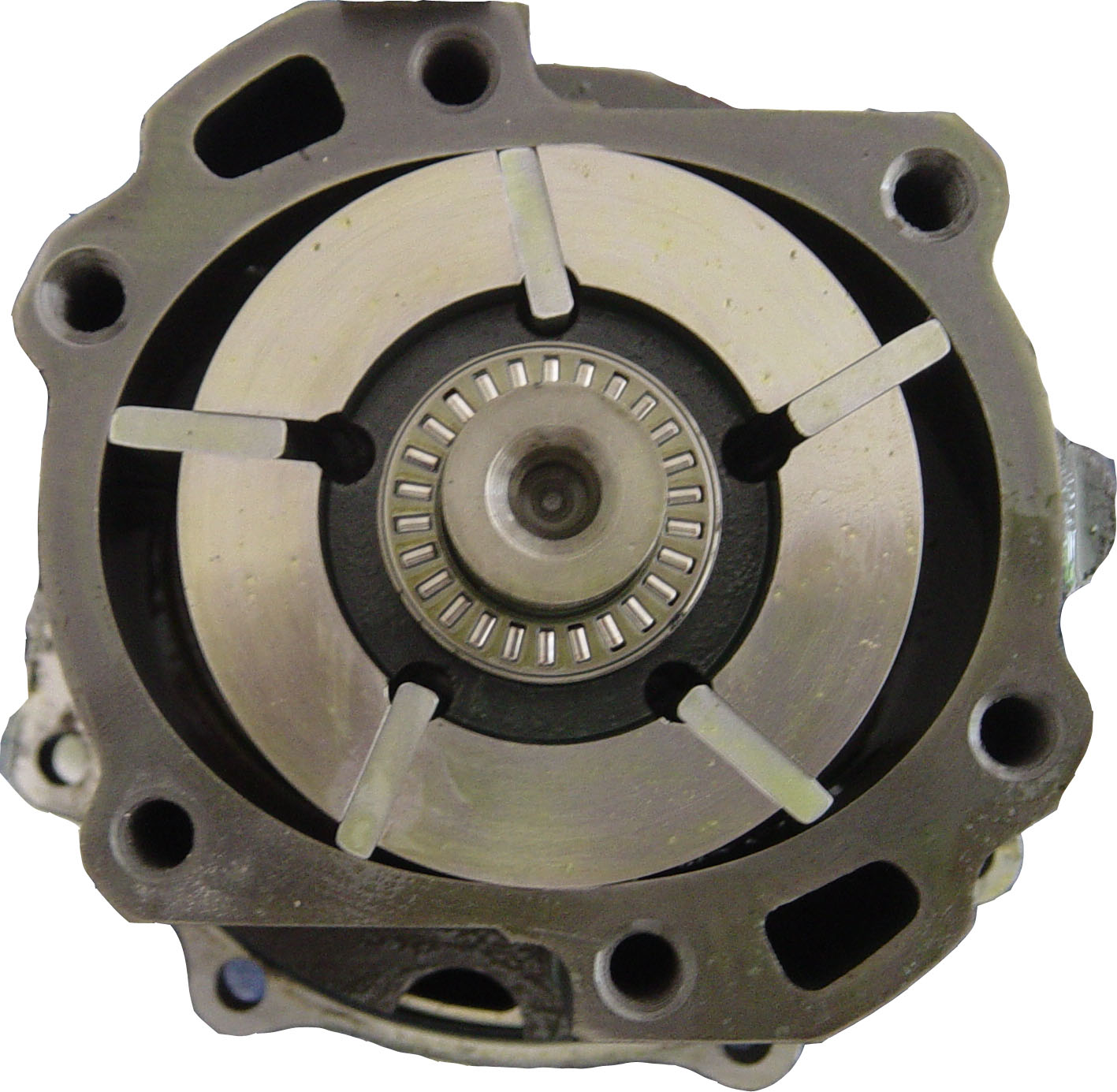
ベーンモーター

円筒状の回転子に半径方向へ突出するベーンと呼ばれる板がついている。回転子とカムリングの間のベーンにて区切られた空間に作動流体が入り回転運動を行う。

#### ねじモーター
駆動ねじを主ねじとしそれとともに回転する従ねじにより構成。

#### ピストンモーター
- アキシャル式 -　固定されたシリンダー内部に順番に作動流体を流し込み回転させる。
  - 斜軸式
  - 斜板式
- ラジアル式 -　回転子の円筒部へ円周方向へシリンダーを取り付け順番に作動流体を流し込み回転させる。